# Societat Coral Art i Unió
La Societat Coral Art i Unió va ser una societat coral de Parets del Vallès. Els seus orígens els podem trobar en primera agrupació coral va ser la Unió Paretense fundada l'any 1913. Anys més tard es va fusionar amb la Societat Cooperativa La Progressiva.
L'any 1929 va néixer la Societat Coral El Jardí i l'any 1953 l'Orfeó Sant Esteve que formava part de la parròquia del poble, que va durar prop de deu anys. Posteriorment, el 1974, es va crear la Societat Coral Art i Unió com a resultat de la fusió de les tres agrupacions anteriors. L'entitat pertanyia a la Federació de Cors de Clavé i va mantenir la tradició de cant coral a Parets fins a la seva dissolució l'any 2020.